# 沃波爾內閣
羅伯特·沃波爾爵士被普遍認為是英國歷史上首位首相。一般認為，他的首相任期在他於1721年4月獲委為第一財政大臣、財政大臣及下議院領袖三職開始；但也有人認為他的首相任期始於內閣重臣湯森子爵在1730年退休後才開始。總括而言，自1721年4月至1730年5月，由於內閣由沃波爾爵士及湯森子爵兩人分掌，因此後人稱為沃波爾／湯森內閣；而自1730年5月至1742年2月，內閣大權由沃波爾一人掌握，因此後人稱為沃波爾內閣。

## 內閣

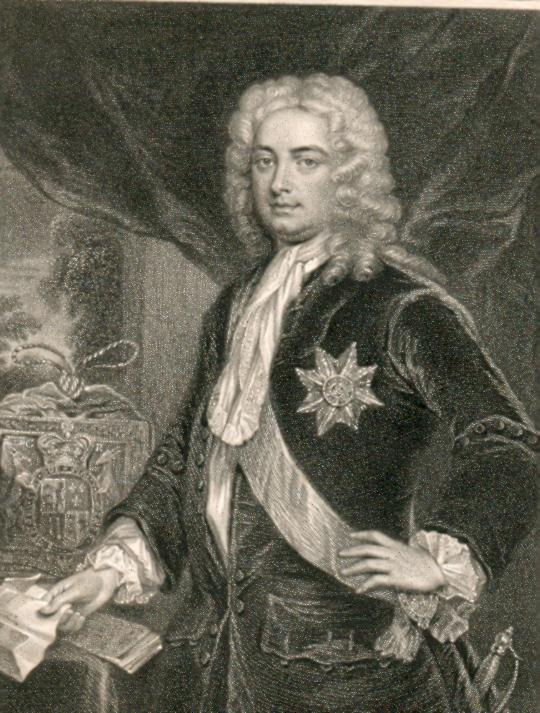
羅伯特·沃波爾爵士

沃波爾／湯森內閣（1721年4月－1730年5月）
- 第一財政大臣、財政大臣及下議院領袖

1721年－1730年：羅伯特·沃波爾爵士
- 北方大臣

1721年－1730年：湯森子爵
- 南方大臣

1721年－1724年：加特利勳爵
1724年－1730年：紐卡素公爵
- 大法官

1721年－1725年：麥克爾斯菲爾德伯爵
1725年：委員會狀態
1725年－1730年：金勳爵
- 掌璽大臣

1721年－1726年：京斯敦公爵
1726年－1730年：特雷弗勳爵
- 樞密院議長[1]

1721年－1725年：卡爾頓勳爵
1725年－1729年：德文郡公爵
1730年：特雷弗勳爵
- 軍械總局局長

1721年－1722年：馬爾博羅公爵
1722年－1725年：卡多根伯爵
1725年－1730年：阿蓋爾公爵
- 軍隊主計長

1721年－1722年：康華里勳爵
1722年－1730年：維明頓伯爵
沃波爾內閣（1730年5月－1742年2月）
- 第一財政大臣、財政大臣及下議院領袖

1730年－1742年：羅伯特·沃波爾爵士
- 南方大臣

1730年－1742年：紐卡素公爵
- 北方大臣

1730年－1742年：哈林頓勳爵
- 大法官

1730年－1733年：金勳爵
1733年－1737年：塔爾博特勳爵
1737年－1742年：哈德威克伯爵
- 掌璽大臣

1730年：維明頓伯爵
1730年－1731年：委員會狀態
1731年－1733年：德文郡公爵
1733年－1735年：朗斯代爾子爵
1735年－1740年：戈多爾芬伯爵
1740年－1742年：伊克沃斯赫維勳爵
- 樞密院議長

1730年：特雷弗勳爵
1730年－1742年：維明頓伯爵
- 軍械總局局長

1730年－1740年：阿蓋爾公爵
1740年－1742年：孟塔古公爵
- 軍隊主計長

1730年－1742年：亨利·佩勒姆